# Clinton Edgar Woods
Clinton Edgar Woods (Belchertown, 7 febbraio 1863 – Filadelfia, 19 dicembre 1927) è stato un ingegnere elettrico, ingegnere meccanico, scrittore e inventore statunitense.
Fu inoltre produttore di automobili a Chicago e New York City, ed è stato l'autore di uno dei primi libri sui veicoli elettrici.

## Biografia
Woods nacque a Belchertown in Massachusetts, dove suo padre lavorava come carrozziere. "In tenera età rimase orfano e fu obbligato a guadagnarsi da vivere e ad acquisire un'istruzione". Woods si trasferì a Pittsfield, nel 1871. Ricevette la sua formazione tecnica in ingegneria meccanica ed elettrica presso la Boston School of Technology (oggi Massachusetts Institute of Technology), che ai suoi tempi fu la prima università americana a offrire un percorso di studi in ingegneria elettrica.
Nel 1886 Woods si dedicò al lavorò presso le stazioni centrali di Pittsfield, Peekskill e Newburg, curando sia la parte elettrica che quella relativa ai processi a vapore. Successivamente, lavorò in campo edilizio, sfruttando le sue conoscenze in ambito ingegneristico. Nel 1889 entrò a far parte della National Electric Manufacturing Company a Eau Claire in Wisconsin. Iniziò come ingegnere collaudatore e divenne capo elettricista nel 1892. Nello stesso anno entrò a far parte della società Standard Electric a Chicago, più tardi nel corso dell'ultima decade dell'800 fondò due società produttrici di automobili: la American Electric Vehicle Co. nel 1895 e la Woods Motor Vehicle Co. nel 1896. Dopo un inizio infruttuoso, la Woods Motor Vehicle Co. rifiorì nel 1899 Woods divenne direttore generale della Fisher Equipment Company di Chicago, la società che costruiva le carrozzerie per la prima società da lui fondata.
Nel luglio 1899 Woods fondò un club automobilistico di facoltosi piloti per promuovere l'interesse verso il settore automobilistico, dopo che il consiglio di amministrazione di South Park di Chicago aveva bandito le automobili da alcune strade. Woods lasciò la Fisher Equipment Company nel 1901 fondò la Woods-Wering Co.  per dedicarsi alla vendita di automobili e camion. Tra i suoi clienti che acquistarono auto e camion elettrici spiccano, tra gli altri, il servizio postale degli Stati Uniti e i Signal Corps dell'esercito americano, tuttavia questa attività non durò a lungo. Nel 1905 Woods ricoprì una carica importante presso la International Harvester Company, e successivamente presso la Pope Manufacturing Company e la Pennsylvania Reaper Company.
Nel 1900 Woods iniziò anche a scrivere e pubblicò uno dei primi libri sui veicoli elettrici. Successivamente scrisse altri libri sulla contabilità, sugli affari e sulla gestione della fabbrica. Dal 1907 questi furono pubblicati tramite la sua società C.E. Woods & Company con sede a Brooklyn, in seguito rinominata Woods publishing company. Negli anni '10 del '900 si trasferì a Bridgeport, nel Connecticut, dove continuò a lavorare alla Woods Industrial Engineering Company. Woods creò inoltre corsi di studio per corrispondenza in ingegneria industriale, e offrì consulenza ingegneristica alla Remington Arms. Negli anni '20 Woods divenne anche uno dei direttori della National Bank of Commerce di Filadelfia. Nel corso degli anni Woods continuò a realizzare invenzioni e ottenne alcune dozzine di brevetti.
Woods sposò Ida Noble Humphrey nel 1881, da cui ebbe una figlia, Florence Estella, l'anno successivo. Florence Estella divenne nota per essere la "prima donna a possedere e guidare un'automobile a New York City".

### Morte
Woods morì il 19 dicembre 1927, a seguito delle ustioni subite in un incidente sul lavoro nella sua fabbrica a Doylestown, in Pennsylvania. Dalla dinamica dell'incidente risulta che la cera per pavimenti che stava utilizzando prese fuoco. Dopo la sua morte, i suoi brevetti furono assegnati a Julia E. Woods.

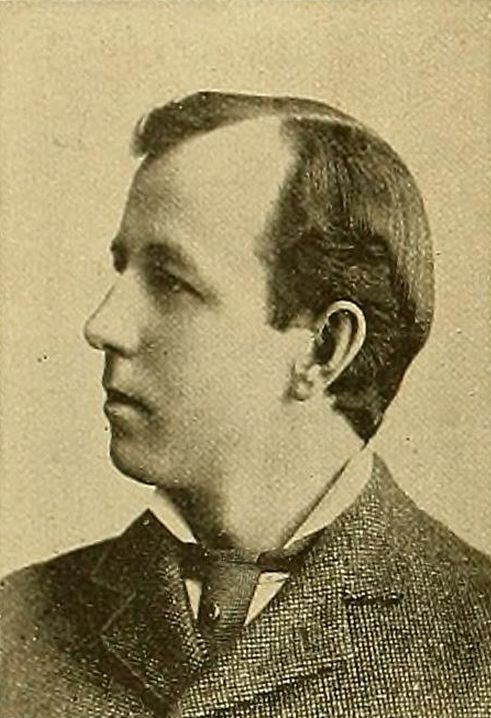
Clinton E. Woods, 1894

Nel 1890 Woods divenne famoso nell'ovest degli Stati Uniti come operaio elettrico. È inoltre noto per aver avviato due società automobilistiche, la seconda utilizzando il nome "Clinton E. Woods". Woods è inoltre ricordato per aver pubblicato uno dei primi libri sulle auto elettriche e diversi lavori sulla gestione d'azienda e la contabilità.

### Ingegnere elettrico
Woods divenne famoso nel campo emergente dell'ingegneria elettrica tra la fine degli anni '80 e l'inizio degli anni '90 dell'Ottocento. Un articolo del 1894 su Western Electrician menzionava che il lavoro di Wood gli aveva "fatto guadagnare reputazione e importanza nel campo elettrico. Negli ultimi dodici mesi ha progettato [per la Standard Electric di Chicago] una linea completa di archi, dinamo a potenziale alternato e costante, motori, ecc., accessori come trasformatori e strumenti per il perfezionamento del sistema."
Inoltre, l'articolo menzionava che Woods "non è solo un elettricista ma un produttore, avendo proposto molte migliorie nella produzione di macchinari elettrici a dinamo, che hanno notevolmente aumentato il valore del suo lavoro da un punto di vista artistico e meccanico. Dalle conoscenze, abilità e capacità di ottenere risultati dimostrate da Mr. Woods, ci si aspetta molto dal suo lavoro futuro."

### Produttore di automobili

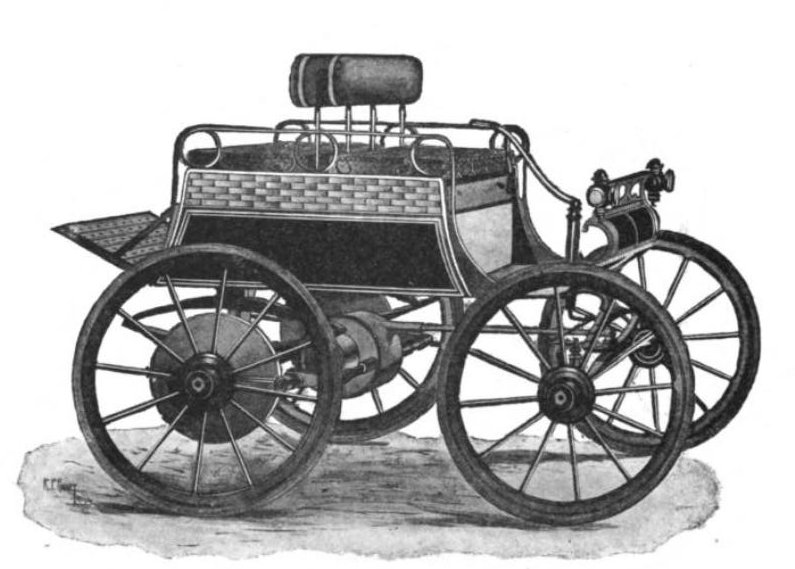
1900 Dos-A-Dos elettrici americani

A Chicago nel 1895 Woods fondò, con l'appoggio di Samuel Insull, la società produttrice di automobili American Electric Vehicle Co con un capitale sociale di 250.000 dollari. Questa società si fuse nel 1898 con la Indiana Bicycle Co. per diventare Waverly. Successivamente nota col nome di <i>Pope-Waverley</i>, la casa automobilistica produsse automobili fino all'anno 1914.
A Chicago nel 1896 Woods fondò la Woods Motor Vehicle Company per produrre automobili elettriche. Inizialmente la società si rivelò non redditizia e dovette essere ricapitalizzata. Nel settembre 1899 la Woods Motor Vehicle Company ripartì spostando la sede in New Jersey grazie ad un'iniezione di capitale di 10 milioni di dollari da parte di Samuel Insull, August Belmont, Jr. e alcuni altri investitori dell Standard Oil. Woods perse la sua posizione azionaria, ed inizialmente servì come direttore generale dell'azienda che costruisce le carrozzerie per la American Electric Vehicle, e successivamente come ingegnere consulente. L'azienda automobilistica produsse 8 diversi modelli di automobile.

### L'automobile elettrica: la sua costruzione, la sua cura. e funzionamento
Come sostenitore delle automobili nel 1900 Woods pubblicò il libro "The Electric Automobile: Its Construction, Care. and Operation", che è particolarmente interessante per l'ingegneria dietro i primi veicoli elettrici. Per quanto riguarda la portata delle automobili elettriche, Woods ha spiegato:

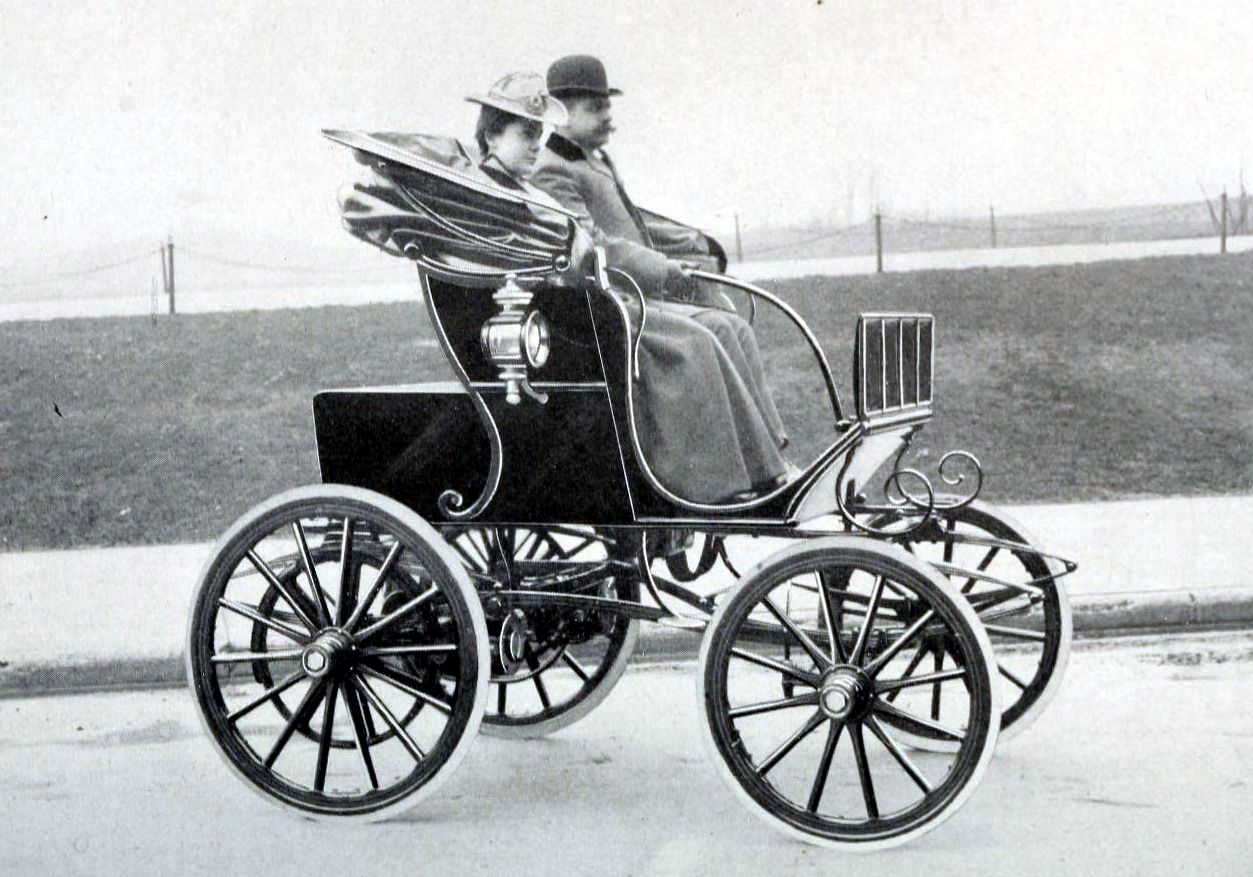
Automobile elettrica, 1900

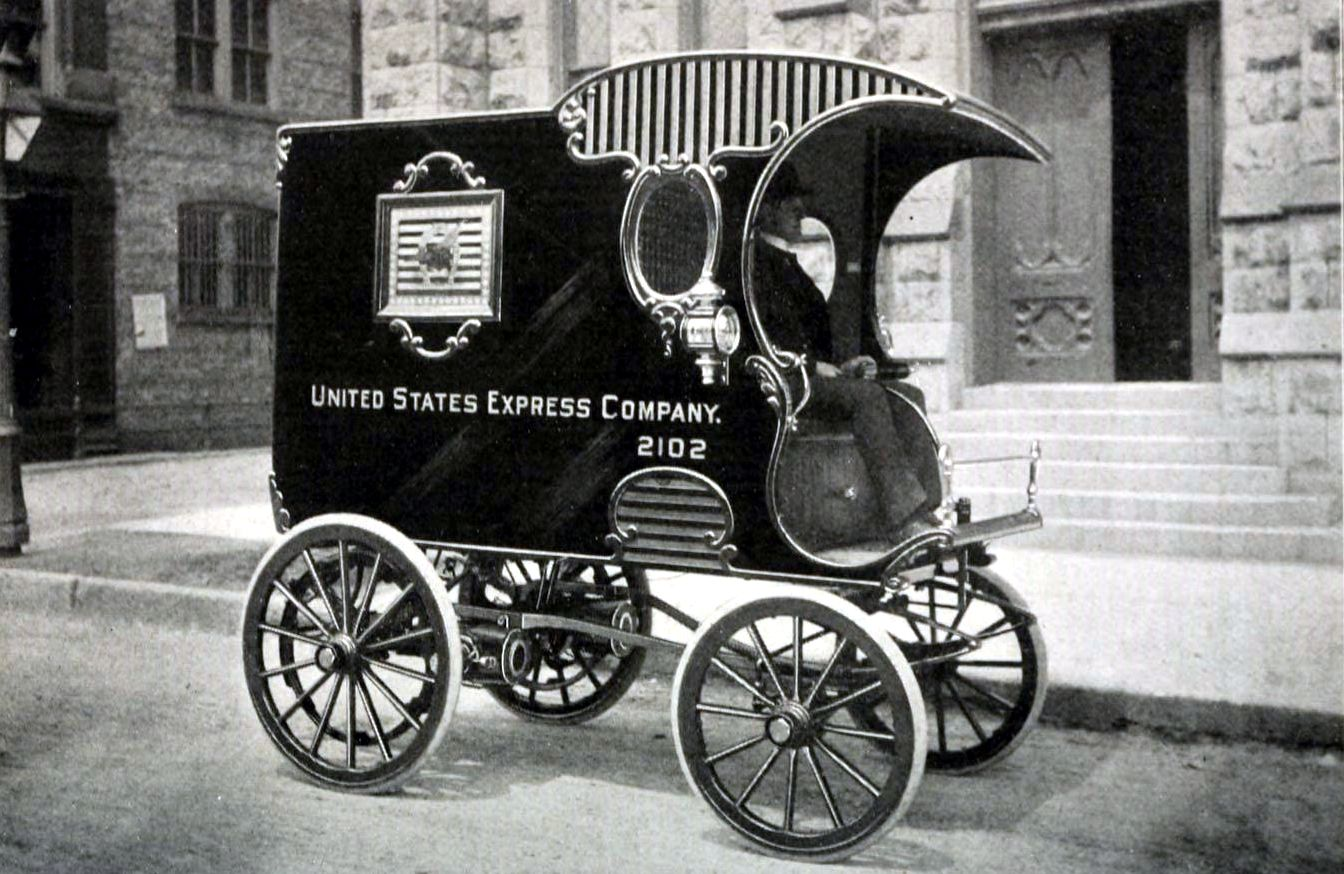
Automobile elettrica, 1900

Ai produttori di automobili elettriche viene spesso posta la domanda: "Non sarà possibile realizzare una batteria per far funzionare un veicolo per cento o più miglia con una sola carica?" Sebbene ciò possa essere possibile, lo scrittore difficilmente pensa che sarà mai probabile, e per la sua esperienza con il pubblico ciò è del tutto inutile, parlando in generale e da un punto di vista pratico. I miglioramenti attualmente in corso nelle batterie, nel tentativo di fare in modo che supportare cariche e scariche più rapide, sono molto più importanti di quello che conferirà loro una maggiore capacità di chilometraggio...
A proposito dell'eccesso di velocità con l'automobile elettrica, Woods ha spiegato ulteriormente:
I produttori di automobili negli Stati Uniti si stanno limitando, quasi senza eccezione, a una velocità massima entro i limiti citati, e poiché si sono verificati pochissimi incidenti dovuti all'eccesso di velocità su automobili elettriche, si può dire con certezza che quando i consigli comunali porgeranno la domanda, tutte queste questioni saranno prese in considerazione e una velocità ragionevolmente elevata sarà consentita agli automobilisti. Sicuramente velocità tra le dodici e le sedici miglia orarie sono sufficienti se consideriamo che nel lavoro in città la velocità è praticamente il doppio ed è la metà del tempo impiegato da un cavallo.
Quando furono introdotti per la prima volta i veicoli a motore, si diede molta importanza alla velocità, in molti giornali apparvero articoli che millantavano velocità estremamente elevate, e in alcune delle prove e delle gare disputate in questo paese, quasi il cinquanta per cento del valore di un autoveicolo - l'automobile - dipendeva dalla sua velocità. L’assurdità di ciò, tuttavia, è già provata. Quasi qualsiasi velocità desiderata può essere ottenuta da un’automobile elettrica. È semplicemente una questione di applicazione della potenza e di rapporti, e coloro che desiderano correre ad una velocità folle dovrebbero essere autorizzati a farlo solo nei luoghi previsti per l'uso di macchine ad alta velocità e da corsa, come strade o piste da corsa riservate ai loro spostamenti. uso esclusivo, che senza dubbio col tempo arriveranno allo stesso modo in cui sono stati previsti per i cavalli.
Il libro si concentrava inoltre sulle condizioni elementari dell'automobile elettrica, sulla sua costruzione e sulle regole relative alla cura e al funzionamento. Woods stabilì che "l'automobile non è un prodotto destinato ad un singolo utilizzo come la bicicletta o la macchina da cucire", ma ha "un'ampia gamma di applicazioni nella sua utilità e design, ... un'ampia gamma di prezzi nei suoi costi di produzione e marketing, ... [e] una moltitudine di elementi diversi per soddisfare le diverse richieste di utilizzo."

### Organizzare una fabbrica: un'analisi degli elementi dell'organizzazione di fabbrica
Nel 1905 Woods pubblicò il suo primo libro sulla gestione e l'organizzazione, intitolato "Organizzare una fabbrica: un'analisi degli elementi nell'organizzazione di fabbrica", la cui seconda edizione fu pubblicata nel 1907. In questo libro Woods mirava a presentare un'analisi degli elementi dell'organizzazione della fabbrica, dei principi fondamentali della gestione della fabbrica e dei metodi da utilizzare in ogni reparto. Nella Prefazione (1905) spiegò ulteriormente:
Gli uomini d’affari americani sostengono che l’unico modo per imparare a fare le cose è farle. Questa opinione ha avuto molta verità e fatti a giustificarla, ma ha subito una marcata trasformazione negli ultimi dieci anni. Perché gli uomini stanno arrivando a comprendere che, sebbene nessuno possa imparare a fare una cosa se gli viene solamente detto come farla, tale preziosa conoscenza facilita grandemente l'apprendimento di come farla una volta che si passa alla pratica. Fornisce una fondamenta solida, sterile e inutile in sé, ma una base su cui costruire la struttura dell'esperienza aziendale.
Woods ha visualizzato i principi fondamentali della gestione della fabbrica in una serie di quattro diagrammi, mostrando gli elementi dell'organizzazione (I); autorità (II); separazione dei poteri (III); e suddivisione delle spese di una fabbrica (IV). Questa visualizzazione è un primo esempio di diagramma di flusso; una modellazione dei processi aziendali o anche un modello di riferimento aziendale; un organigramma; e una visualizzazione della contabilità di gestione:
Riguardo alla separazione di un corpo industriale in autorità e dipartimenti Woods spiega ulteriormente:
La Figura III mostra la separazione di un corpo industriale in autorità e dipartimenti. Questo grafico mostra la divisione assoluta tra la parte commerciale e quella manifatturiera dell'azienda sottolineata nella discussione allegata e le linee di autorità collegano i vari dipartimenti di queste due divisioni con le autorità governative. In ogni caso il numero e la denominazione formale di ciascun dipartimento è nel vertice del suo triangolo, le varie mansioni dettagliate che rientrano in esso sono raggruppate oltre; i reparti produttivi nella sezione manifatturiera vengono lasciati vuoti, perché il loro lavoro varierà a seconda del tipo di fabbrica presa in considerazione: ogni fabbrica ha gli stessi reparti non produttivi.
La terza immagine fu ripubblicata cinque anni dopo da Parson in Business Administration (1909). Egli commentò che il diagramma "rappresenta in dettaglio i vari rami di una grande azienda manifatturiera. Prima l'origine, il potere elettivo e i dirigenti dell'azienda; poi i reparti di produzione, contabilità e vendita... con tutte le loro mansioni varie."
Grazie a questi lavori Woods è riconosciuto come uno dei più importanti scrittori di contabilità e management dell'inizio del XX secolo, insieme ad altri come Henry Metcalfe, Frederick Winslow Taylor, CE Knoeppel, Harrington Emerson, Horace Lucian Arnold, Charles U. Carpenter, Alexander Hamilton Church. e Henry Gantt.

## Pubblicazioni
- 1900. L'automobile elettrica: la sua costruzione, la sua cura. e funzionamento. HS Stone & co. a Chicago, New York. Ripubblicato nel 1988, 2008
- 1905. Organizzare una fabbrica: un'analisi degli elementi dell'organizzazione di fabbrica... The System Company, Chicago (2e ed. 1907; nuova ed. 1917)
- 1908. Rapporto di Woods sull'organizzazione industriale, la sistematizzazione e la contabilità. CE Woods & azienda a Brooklyn, New York.
- 1908. Contabilità pratica dei costi per studenti di ragioneria, New York, Universal business Institute, inc.
- 1909. Organizzazione industriale, sistematizzazione e contabilità. New York: casa editrice Woods. (2ª ed. 1915)
- 1917. Metodi contabili unificati per gli industriali. La società di stampa Ronald di New York
- 1922. Bilanci analitici per le imprese. Filadelfia

## Brevetti
- 1895, Brevetto US546,691 - Motore rettilineo a corrente continua
- 1898, Brevetto US620628 - Apparecchio per il controllo del funzionamento dei motori
- 1989, Brevetto US648014 - Veicolo
- 1899, brevetto US6I9,527 - Veicolo a motore
- 1913, brevetto US1163120 - Grafofono
- 1913, brevetto US1184907 - Macchina parlante
- 1913, brevetto US1192026 - Regolatore di velocità
- 1913, Brevetto US1203088 - Dispositivo di avvio e arresto per macchine parlanti
- 1914, Brevetto US1214106 - Macchina parlante
- 1918, Brevetto US1253328 - Regolatore e indicatore di velocità combinati per macchine parlanti
- 1925, Brevetto US1564921 - Supporto per motori fonografici
- 1929, Brevetto USD81423 - Involucro per lucidatura di pavimenti